# Pilar Aranda Ramírez
Pilar Aranda Ramírez (Saragossa, 14 de desembre de 1958) és Catedràtica de Fisiologia de la Universitat de Granada, on ha impartit docència a la Facultat de Farmàcia, a la de Ciències de l'Esport i a l'Aula permanent de Formació Oberta. El 2015 va ser nomenada Rectora de la Universitat de Granada, convertint-se en la primera dona en aquesta universitat a assumir el càrrec.

## Biografia
Va néixer a Saragossa però immediatament els seus pares es van desplaçar a Granada per motius laborals. És llicenciada en Farmàcia (1980) i en Ciències biològiques (1986) i Doctora per la Universitat de Granada (1984).

### Activitat docent
Des de 1981 ha impartit docència de Llicenciatura, Grau i Postgrau a la Facultat de Farmàcia i a la Facultat de Ciències de l'Esport, així com a l'Aula Permanent de Formació Oberta. També ha desenvolupat tasques docents a altres universitats i institucions acadèmiques espanyoles (Universitat Autònoma de Madrid, Universitat Autònoma de Barcelona i Universitat Carles III de Madrid, entre altres) i hispanoamericanes (Universitat de Guadalajara, Mèxic; Universitat d'Antioquia, Colòmbia; Universitat de Quito, Equador). En l'actualitat és Catedràtica del Departament de Fisiologia de la Universitat de Granada.

### Activitat investigadora
Pilar Aranda ha desenvolupat la seva tasca d'investigadora en el Grup de Recerca "Fisiologia digestiva i nutrició", l'"Institut Universitari de Nutrició i Tecnologia dels Aliments" i en el grup “Esport i salut” de la Universitat de Granada. Les seves línies de recerca se centren en l'estudi de la biodisponibilitat de nutrients, valoració de l'estat nutricional en poblacions en situacions patològiques i hàbits de vida saludable. Al llarg de la seva carrera científica ha participat en 20 projectes, ha obtingut diversos contractes de recerca i ha estat investigadora principal de 9 projectes del Pla Nacional de R+D i de 4 contractes. Ha dirigit 13 Tesis Doctorals, 6 d'elles internacionals. És autora de més de 90 publicacions recollides en el Journal Citation Report, ha fet nombroses comunicacions i ponències en congressos nacionals i internacionals i ha signat diversos capítols de llibre en editorials de prestigi.

### Gestió i política universitària
Al llarg de la seva trajectòria dins de la Universitat de Granada, ha format part del seu Claustre des de 1982 i específicament ha estat representant en les Comissions Econòmiques i de Postgrau. En l'àmbit de la gestió universitària i de polítiques de recerca, ha estat avaluadora de diverses agències, directora de l'Agència Estudiantil i vicerectora d'estudiants de la UGR, directora de la Fundación Euroárabe de Altos Estudios i secretària executiva del Pla Andalús de Recerca. Ha estat membre de consells rectors de diversos centres de recerca com el Centre Andalús de Biologia del Desenvolupament, el Centre Andalús de Medi ambient o el Centre Andalús d'Arqueologia Ibèrica, entre d'altres. Pilar Aranda ha estat membre del Consell de Participació de Doñana i vocal de l'Agència Andalusa del Coneixement. Des del 27 de maig de 2015 és rectora de la Universitat de Granada. Actualment, Pilar Aranda és membre de la Comissió Executiva de la Conferència de Rectors d'Universitats Espanyoles (CRUE) i de l'Associació d'Universitats Iberoamericanes de Postgrau.

### Participació ciutadana
A més de la seva activitat docent i investigadora i de gestió a la Universitat de Granada, ha estat presidenta de la Comissió de Control de Caixa Granada des de gener de 2011 a juny de 2014 i durant els anys 2007 i 2008 va ser responsable de l'àrea de recerca en el Pla Director de la Alhambra. Ha estat cofundadora i membre del Col·lectiu Independent de Dones (CIM) i de l'associació Granada o Mai14.

## Premis i distincions
Pilar Aranda ha estat distingida amb diversos premis, entre els quals destaca el Premi Especial Meridiana 2016 “Carmen Olmedo” de la Junta d'Andalusia.